# کریگ (ایندیانا)
کریگ (به انگلیسی: Craig) یک منطقهٔ مسکونی در ایالات متحده آمریکا است که در شهرستان دکاتور، ایندیانا واقع شده‌است. کریگ ۲۷۷٫۹۸ متر بالاتر از سطح دریا واقع شده‌است.